# Varmija
Varmija (poljsko Warmia, nemško Ermland, staroprusko Wārmi, litovsko Varmė) je zgodovinska pokrajina v severni Poljski. Njeni zgodovinski glavni mesti sta bili  Frombork in Lidzbark Warmiński. Največje mesto v pokrajini je  Olsztyn.
Varmija tvori jedro poljskega Varminsko-mazurskega vojvodstva. Njena površina meri  okoli 4.500 km2 in ima približno 350.000 prebivalcev. V pokrajini je veliko jezer.
V preteklosti je bila del večje zgodovinske regije Prusije, naseljena s Starimi Prusi, po severnih križarskih vojnah pa večinoma z Nemci in Poljaki. Tradicionalno je tesno  povezana s sosednjo Mazurijo.  Med reformacijo je v letih 1454 do 1466 in 1772 ostala katoliška in neposredno pripadala Poljski, medtem ko je bila Mazurija del Poljske kot fevd v posesti Tevtonskega reda
in Vojvodske Prusije in postala pretežno protestantska. Varmija je bila v svoji zgodovini pod oblastjo različnih držav, predvsem Starih Prusov, Tevtonskega viteškega reda, Kraljevine Poljske in Kraljevine Prusije. Zgodovina regije je tesno povezana z zgodovino Varmijske nadškofije (nekdanje Varmijske knezoškofije). Zgodovinsko  je povezana s pruskim plemenom Varmi, naseljenem na približno njenem ozemlju. Po ljudski etimologiji se Varmija imenuje po legendarnem pruskem poglavarju Varmu, Ermland pa po njegovi vdovi Ermi.

## Zgodovina

### Zgodnja zgodovina
Do zgodnjega srednjega veka so bili na ozemlju Varmije naseljeni Varmi, eno od starih pruskih plemen.

### Začete severnih križarskih vojn
V 13. stoletju je prusko ozemlje postalo bojišče severnih križarskih vojn. Ker papežu Inocencu III. ni uspelo organizirati pohoda v Palestino, se je leta 1207 odločil organizirati novo križarsko vojno. Na začetku leta 1209 je pozval h križarski vojni proti Albižanom v južni Franciji, leta 1213 proti dinastiji Almohadov v Španiji (1213) in v približno takrat tudi proti poganom v Prusiji. Na zahtevo poljskega vojvode Konrada I. Mazovskega (1194-1247) je bil leta 1209  za prvega  pruskega škofa imenovan Kristijan iz Olive in pooblaščen za spreobrnitev Prusov v katoliško vero.

### Tevtonski red
Leta  1226 je Konrad I. Mazovski povabil tevtonske viteze, da pokristjanijo poganske Pruse. Viteze je oskrboval in jim dovolil uporabljati deželo Helmno (Culmerland) kot oporišče. Vitezi so imeli nalogo vzpostaviti varno mejo med Mazovijo in Prusi, ob predpostavki, da bodo osvojena ozemlja postala del Mazovije. Red je čakal na uradno odobritev cesarstva, ki jo je dobil z Zlato bulo iz Riminija Friderika II. marca 1226. Odobritev je leta 1234 potrdila Zlata bula iz Rietija papeža Gregorja IX. Konrad I. Mazovski redu podeljenih pravic do vladanja v Prusiji ni nikoli priznal. Kasneje so bili vitezi obtoženi, da so bulo iz Rietija ponaredili.
Do konca 13. stoletja je Tevtonski red osvojil in pokristjanil večino pruskih dežel, vključno z Varmijo. V regijo so se začeli priseljevati večinoma nemško govoreči priseljenci iz Svetega rimskega cesarstva. Nova oblast je številne domače Pruse poznižala na raven podložnikov in jih postopoma ponemčila. Med posestniki v Prusiji so bili tudi domači Prusi. V nekaj stoletjih so se Prusi in priseljenci zlili v novo nacijo. Do konca 13. stoletja so bili tudi južni deli Varmije nemško govoreči. Poljski naseljenci so prišli pozneje, zlasti po letu 1410, predvsem na jug Varmije, tako da je nemščino na tem območju postopoma zamenjala poljščina.
Leta 1242 je papeški legat Viljem iz Modene ustanovil štiri škofije, vključno z Varminsko nadškofijo. Od 13. stoletja so se v meniški državi tevtonskih vitezov, vključno z Varmijo, začeli naseljevati novi kolonisti, večinoma Nemci. Varminska knezoškofija je bila s potrditvijo cesarja Karla IV. izvzeta iz tevtonske države.  Varminski knezoškofje so bili praviloma Nemci in Poljaki. Med njimi je bil tudi Italijan Enea Silvio Piccolomini, kasnejši papež Pij II.
Po bitki pri Grunwaldu leta 1410 se je varminski škof Heinrich Vogelsang predal poljskemu kralju Vladislavu II.  Jagelu in se mu v poljskem taboru med obleganjem gradu Marienburg (Malbork) poklonil. Ko se je poljska vojska umaknila iz Varmije, je novi veliki mojster tevtonskih vitezov Heinrich von Plauen starejši škofa obtožil izdaje in zasedel regijo.

### Kraljevina Poljska
Februarja 1440 so plemiči Varmije in mesto Braniewo (Braunsberg) soustanovili Prusko zvezo, ki se je uprla tevtonski vladavini. Maja 1440 se je zvezi pridružila večina varminskih mest.  Februarja 1454 je zveza zaprosila poljskega kralja Kazimirja IV. Jagela, da njeno ozemlje  vključi v Kraljevino Poljsko, s čimer se je kralj strinjal in 6. marca 1454 v Krakovu podpisal akt o vključitvi. Njegovo dejanje je sprožilo trinajstletno vojno ( 1454–1466), v kateri so Varmijo ponovno zavzeli tevtonski vitezi. Ko se je leta 1464 škof Pavel Legendorf vel Mgowski postavil na stran Poljske, je knežja škofija spet prišla pod oblast poljskega kralja. S sklenitvijo Drugega torunjskega mirovnega sporazuma leta 1466 
so se tevtonski vitezi odpovedali kakršnim koli zahtevam po Varmiji in jo priznali kot del Poljske. Upravno je ostala knežja škofija z več privilegiji in del Kraljeve Prusije in Velikopoljske.
Leta 1467 je stolni kapitelj proti želji poljskega kralja za varminskega škofa  izvolil Nikolasa von Tüngena. Stanovi Kraljeve Prusije niso stopili na stran stolnega kapitlja in Nikolas von Tüngen se je povezal s Tevtonskim redom in  ogrskim kraljem Matijo Korvinom. Prepir, znan kot vojna duhovščine, je bil afera majhnega obsega, ki je prizadela predvsem Varmijo. Leta 1478 je Braniewo (Braunsberg) vzdržalo poljsko obleganje, ki se je končalo s sporazumom, v katerem je poljski kralj priznal von Tüngena za škofa in pravico stolnega kapitlja, da v bodoče sam voli (za kralja sprejemljive) škofe. Škof in stolni kapitelj sta prisegla zvestobo poljskemu kralju. 
Kasnejši sporazum iz Piotrkówa Trybunalskega z datumom 7. december 1512 je poljskemu kralju priznal pravico do izbire štirih kandidatov za škofe iz Kraljeve Prusije. Dežela je ohranila avtonomijo in samoupravo ter lastne zakone, običaje, pravice in nemški jezik.
V Varmijo so med poljsko-tevtonsko vojno 1519–1521 vdrli tevtonski vitezi vendar so Poljaki pod vodstvom kanonika in slavnega astronoma Nikolaja Kopernika leta 1521 odbili tevtonsko obleganje Olsztyna.
Kopernik je več kot polovico svojega življenja preživel v Varmiji, kjer je napisal številna revolucionarna dela ter opravil astronomska opazovanja in matematične izračune, ki so postali osnova za njegov heliocentrični model Osončja.
Po vojni je v letih 1519–1521 koordiniral obnovo in poselitev opustošene južne Varmije.
Leta 1565 je kardinal Stanislav Hosius v Braniewu ustanovil Collegium Hosianum, ki je postal vodilna visokošolska ustanova v regiji.
Po ustanovitvi Lublinske zveze  leta 1569 je bila vojvodina Varmija bolj neposredno vključena v poljsko krono znotraj poljsko-litovske skupne države. Ozemlje še naprej uživalo precejšnjo avtonomijo s številnimi pravnimi razlikami od sosednjih dežel. Škofje, na primer, so bili po zakonu člani poljskega senata, dežela pa je volila svoje poslance v Sejmik oz. Deželni zbor Kraljeve Prusije in poslance v poljski Sejm (parlament). Varmija je bila pod cerkveno jurisdikcijo nadškofije v Rigi do leta 1512, ko je knezoškof Lucas Watzenrode dosegel njeno izvzetje. Kar se cerkvene jurisdikcije tiče, je prišla pod neposredno oblast papeža in tam ostala do razpustitve Svetega rimskega cesarstva leta 1806. 

### Prusija in Nemčija
S prvo delitvijo Poljske leta 1772 je Varmijo priključila Kraljevina Prusija in sekularizirala lastnino Varminske nadškofije. Leta 1773 je bila Varmija združena z okoliškimi območji v novoustanovljeno provinco Vzhodno Prusijo. Ignacij Krasicki, zadnji knezoškof Varmije ter razsvetljenski poljski pesnik, je bil leta 1795 imenovan za nadškofa v Gnieznu in s tem za primasa Poljske. Kot takemu mu je papež Pij VI. ukazal, naj svoje katoliške Poljake uči, naj »ostanejo pokorni, zvesti in ljubeči podaniki svojih novih kraljev« (papeško pismo iz leta 1795). Pruski popis prebivalstva leta 1772 je pokazal, da je imela Varmija 96.547 prebivalcev, vključno z 24.612 meščani v 12 mestih. Popisanih je bilo 17.749 hiš, največje mesto pa je bilo Braunsberg (Braniewo).
Med letoma 1773 in 1945 je bila Varmija del pretežno luteranske province Vzhodne Prusije, pri čemer je bilo njeno prebivalstvo večinoma katoliško. Večina prebivalcev Varmije je govorila visokoprusko nemščino, medtem ko je majhno območje na severu govorilo nizkoprusko nemščino. Južna Varmija je bila poseljena z Nemci in Poljaki Varmijaki. Poljsko prebivalstvo je bilo podvrženo intenzivni germanizacijski politiki. Varmija je bila razdeljena na štiri okrožja (nemško Kreis): Allenstein (Olsztyn), Rössel (Reszel), Heilsberg (Lidzbark Warmiński) in Braunsberg (Braniewo). Mesto Allenstein je bilo leta 1910 ločeno od okrožja Allenstein in postalo neodvisno mesto.
Leta 1871 je Varmija skupaj s preostalo Vzhodno Prusijo postala del Nemškega cesarstva. Leta 1873 je moral po uredbi nemške cesarske vlade pouk v javnih šolah v Nemčiji potekati v nemščini. Poljski jezik je bil prepovedan tudi v poljskih šolah, ustanovljenih že v 16. stoletju.  Leta 1900 je imela Varmija 240.000 prebivalcev. 
V šovinističnem ozračju po prvi svetovni vojni je nemška vlada preganjala varminske Poljake. Poljski otroci, ki so govorili poljsko, so bili v šolah kaznovani in morali pogosto nositi napise z žaljivimi imeni, kot je »Pollack«.
Po prvi svetovni vojni je na plebiscitu 97 % prebivalcev glasovalo za obstanek v Nemčiji.  Podpora za priključitev k Poljski je bila minimalna celo v katoliški Varmiji,  razen v okrožju Olsztyn (Olsztyn), kjer je bila podpora precej visoka.
Poljaki v Varmiji so v medvojnem obdobju kljub nemški sovražnosti ustanovili številne poljske organizacije. Preganjanje Poljakov se je okrepilo, potem ko je v Nemčiji prevzela oblast nacistična stranka. Zaradi hudega preganjanja so poljske organizacije od leta 1936 delovale deloma konspirativno. Poljske organizacije je močno nadzorovala Sicherheitspolizei (nemška varnostna policija) prek svojih agentov pod krinko, znanih kot Vertrauensmänner (nadzorniki). Na podlagi njihovih informacij je nemška policija sestavila kartoteke in sezname Poljakov, ki naj bi bili bodisi usmrčeni bodisi zaprti v nacističnih koncentracijskih taboriščih. Nacistični militanti so napadali poljske šole, organizacije, tiskarne in trgovine. Leta 1939 se je preganjanje Poljakov še okrepilo. V začetku tega  leta so bili številni poljski aktivisti izgnani. Nemci  so nato v poskusu ponarejanja rezultatov prihajajočega popisa prebivalstva in podcenjevanja števila Poljakov v regiji pred popisom terorizirali poljsko prebivalstvo, napadali poljske šole in organizacije ter zaplenili poljske informativne letake. Poleti 1939 je nemški teror nad Poljaki celo presegel teror iz obdobja plebiscita leta 1920. Poljake so izgnali in aretirali, dogajali so se  teroristični napadi na poljske organizacije in šole, poljske knjižnice so bile izropane ali uničene, zaplenjene so bile celotne naklade poljskega tiska. Avgusta 1939 je Nemčija v regiji uvedla vojno stanje, ki je omogočilo še bolj očitno preganjanje Poljakov. Avgusta in septembra 1939 so Nemci izvedli množične aretacije Poljakov, zlasti aktivistov, učiteljev, ravnateljev šol, bančnih uslužbencev, časopisnih urednikov, podjetnikov, duhovnikov, skavtskih voditeljev ter konzula in uslužbencev poljskega konzulata v Olsztynu. Zaprli, uničili ali zasegli so poljske časopise in knjižnice. Aretirane Poljake so večinoma deportirali v koncentracijska taborišča, med drugim v Hohenbruch, Soldau, Stutthof, Sachsenhausen, Gusen in Ravensbrück.ref>Cygański, p. 43</ref> Med drugo svetovno vojno je bilo veliko Poljakov iz regije prisilno vpoklicanih v Wehrmacht. Nemci so upravljali zloglasen  nacistični zapor v mestu Barczewo (Wartenburg) z več podtaborišči za prisilno delo.

### Poljska republika
Po porazu Nemčije v drugi svetovni vojni ter konferencah v Jalti in Potsdamu leta 1945 je Varmija ponovno postala del Poljske kot del tako imenovanih obnovljenih ozemelj, v pričakovanju končne mirovne konference z Nemčijo, ki se nazadnje nikoli ni zgodila. Nemški prebivalci so pobegnili ali so jih v Nemčijo preselile povojne oblasti. V Varmijo so začele naseljevati Poljake iz drugih delov Poljske.
 Veliko priseljencev je bilo iz vzhodnih delov predvojne Poljske, ki jih je zasedla Sovjetska zveza.
Olsztyn je največje varminsko mesto in glavno mesto Varminsko-mazurskega vojvodstva. V letih 1945–1946 je bila Varmija del Mazurskega okrožja. Leta 1946 je bilo ustanovljeno novo  Olsztynsko vojvodstvo, ki je obsegalo varminsko in mazursko županijo. Leta 1975 je bilo to vojvodstvo ponovno razdeljeno in je v tej obliki preživelo do nove razdelitve in preimenovanja v Varminsko-Mazursko vojvodstvo leta 1999. Katoliški značaj Varmije se je ohranil v arhitekturi njenih vasi in mest, pa tudi v ljudskih običajih.
Najbolj dragoceni zgodovinski dediščini Varmije sta grad Lidzbark, glavni sedež arminskih knezoškofov, in stolnica v Fromborku. Oba objekta sta uvrščena med zgodovinska spomenika Poljske.

## Mesta in naselja
|     | Mesto              | Prebivalstvo (2015) | Podelitev mestnih pravic |
| --- | ------------------ | ------------------- | ------------------------ |
| 1.  | Olsztyn            | 174,675             | 1353                     |
| 2.  | Braniewo           | 17.385              | 1254                     |
| 3.  | Lidzbark Warmiński | 16.352              | 1308                     |
| 4.  | Biskupiec          | 10.626              | 1395                     |
| 5.  | Dobre Miasto       | 10.599              | 1329                     |
| 6.  | Orneta             | 9.046               | 1313                     |
| 7.  | Barczewo           | 7.265               | 1364                     |
| 8.  | Reszel             | 4.817               | 1337                     |
| 9.  | Jeziorany          | 3.346               | 1338                     |
| 10. | Pieniężno          | 2.949               | 1312                     |
| 11. | Bisztynek          | 2.492               | 1385                     |
| 12. | Frombork           | 2.475               | 1310                     |

## Galerija
- Gradovi varminskih škofov
- Lidzbark Warmiński
- Reszel
- Braniewo (ruševine)

- Gradovi varminskih stolnih kapitljev
- Olsztyn
- Pieniężno

- Gotske cerkve, zidane iz opeke (primeri)
- Fromborška stolnica
- Stolnica sv. Jakoba, Olsztyn
- Kolegijska cerkev v Lidzbarku Warmińskem
- Cerkev sv. Petra in Pavla v Reszelu
- Kolegijska cerkev v Dobrem Miastu
- Cerkev sv. Katarine Aleksandrijske v Braniewu